# Reto Bucher
Reto Bucher (ur. 30 września 1982 w Mühlau) – szwajcarski zapaśnik walczący w  stylu klasycznym. Olimpijczyk z Aten 2004, gdzie zajął czwarte miejsce w kategorii 74 kg. Cztery razy brał udział w mistrzostwach świata a jego najlepszy wynik to piąte miejsce w 2005 roku. Srebrny medalista mistrzostw Europy w 2007; siódmy w 2006. Mistrz Szwajcarii w 2005 i 2007 roku.
- Turniej w Atenach 2004

Pokonał Białorusina Alexandra Kikinjowa i Chińczyka Sai Yinjiya. W ćwierćfinale wygrał z Kazachem Daniłem Chalimowem. Walki decydujące o medalu przegrał, kolejno z Finem Marko Yli-Hannukselą i Rosjaninem Warteresem Samurgaszewem.